# Raja polystigma
Raja polystigma es una especie de pez de la familia de los Rajidae en el orden de los Rajiformes.

## Morfología
Los machos pueden llegar a alcanzar los 60 cm de longitud total.

## Reproducción
Es ovíparo y las hembras ponen huevos envueltos en una cápsula córnea.

## Alimentación
Come principalmente crustáceos y peces hueso.

## Hábitat
Es un pez de mar y de aguas profundas que vive entre 100–400 m de profundidad.

## Distribución geográfica
Se encuentra en el Mediterráneo occidental (es más común a lo largo de las costas de África ).

## Observaciones
Es inofensivo para los humanos.